# Bílkove Humence

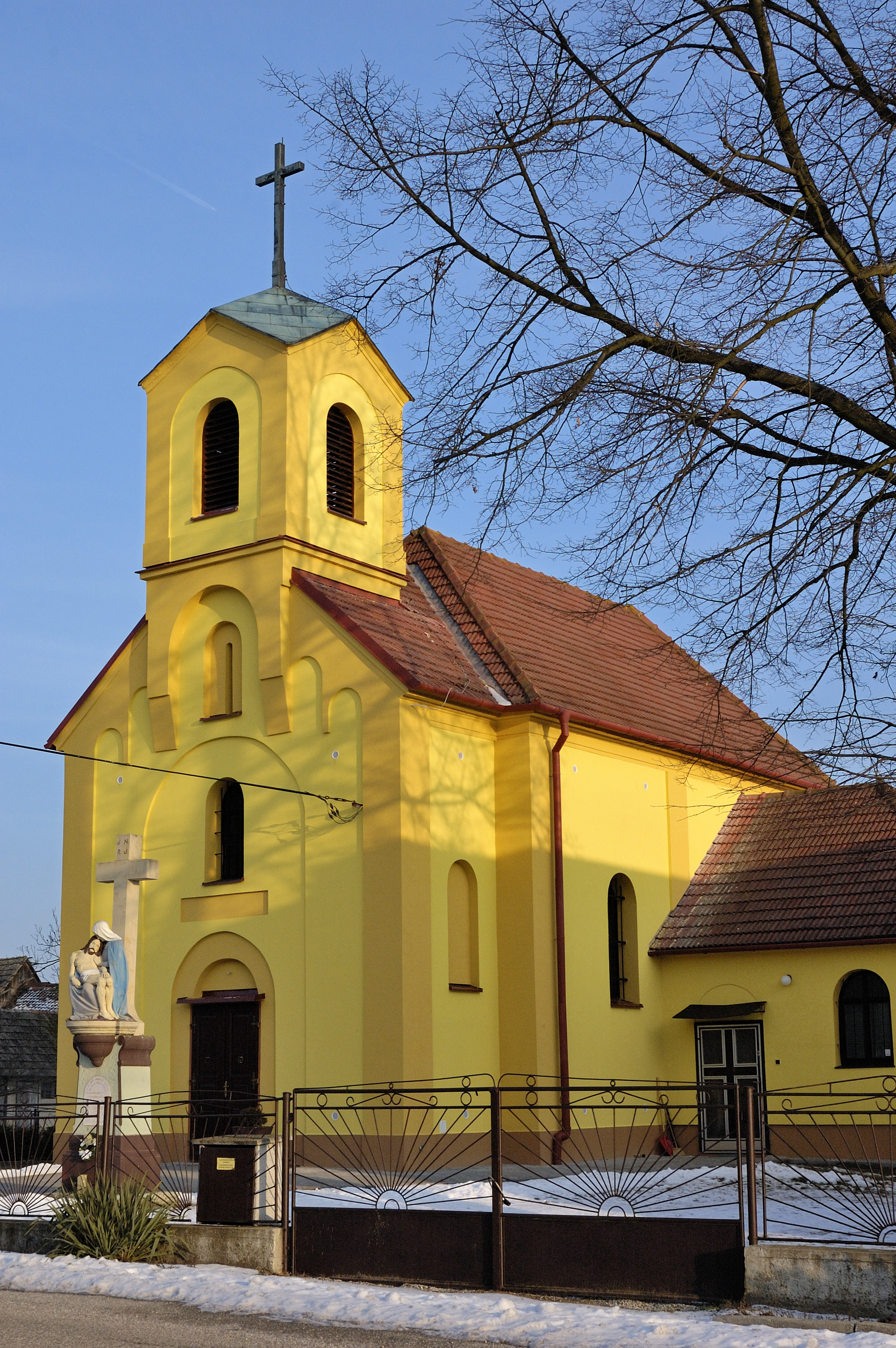
Bílkove Humence

Bílkove Humence (Hongaars: Bilkaudvar) is een Slowaakse gemeente in de regio Trnava, en maakt deel uit van het district Senica.
Bílkove Humence telt 203 inwoners.